# Dawid Sagitowitsch Beljawski
Dawid Sagitowitsch Beljawski (russisch Давид Сагитович Белявский; * 23. Februar 1992 in Wotkinsk, Udmurtien) ist ein russischer Kunstturner. Sein bisher größter Erfolg ist der Europameistertitel im Einzelmehrkampf bei der Heim-EM 2013 in Moskau.
Bei den Weltmeisterschaften 2018 in Doha gewann er eine Silbermedaille im Mannschaftsmehrkampf.